# Horace (cràter)
Horace és un cràter d'impacte en el planeta Mercuri de 56 km de diàmetre. Porta el nom del poeta de l'antiga Roma Horaci (c 65 a.C.), i el seu nom va ser aprovat per la Unió Astronòmica Internacional el 1976.